# 日本テレビ平日午後4時台のワイドショー枠
日本テレビ平日午後4時台のワイドショー枠（にほんテレビへいじつごご4じだいのワイドショーわく）は、日本テレビで、平日（月曜日 - 木曜日）の16時台に放送されていた情報番組の一覧のこと。

## 歴史
元々、この時間帯では2003年3月27日までは『アンコールアワー』、『ドラマチック・リフレイン』などドラマの再放送を行っていたが、2003年3月31日から2006年3月30日までの一時期に情報番組『汐留スタイル!』→『クリック!』→『ラジかる!!』を放送していた。その後、2006年4月から1年半の間はドラマ再放送を行っていた。2007年10月1日から情報番組『くちコミ☆ジョニー!』を放送していたが、2008年3月27日に終了、同年3月31日からは15時枠と併せて2時間のローカル情報番組『アナ☆パラ』に衣替えしたものの、同年7月31日をもって終了、同年8月からは再放送枠『ゴゴドラ』を放送することになったが、2012年3月15日で終了。同年4月より『ドラばらっ!』に改題し、再放送枠を継続するも、2014年1月6日より、月曜から木曜に限り、『news every.』の枠拡大のうえ3部制に移行することにより、「日本テレビ平日午後4時台のワイドショー枠」は「日本テレビ系列夕方ニュース枠」に統合される形になる。
なお、2016年4月より『news every.』は金曜も月 - 木曜と同時刻による3部制移行となり、「日本テレビ平日午後4時台のワイドショー枠」は「日本テレビ系列夕方ニュース枠」に統合される形になる。

## 主な番組
| 番組名                                                                | 放送期間                      | 備考 |
| --------------------------------------------------------------------- | ----------------------------- | --- |
| 汐留スタイル!                                                         | 2003年3月31日 - 2005年3月31日 | 2004年3月29日以降の月曜 - 木曜は17時台前半にも放送。2004年4月2日 - 2005年3月25日の金曜にも別途17時台前半に放送。 |
| クリック!                                                             | 2005年4月4日 - 9月29日        | これ以降、月曜 - 木曜での放送となる。17時台前半にも放送。                                                        |
| ラジかる!!                                                            | 2005年10月3日 - 2006年3月31日 | 17時台前半にも放送。その後『ラジかるッ』と改題し、月曜 - 金曜 9:55 - 11:25 に枠移動。                            |
| （ワイドショー一旦中断。この間はドラマ再放送枠）                      |                               | |
| くちコミ☆ジョニー!                                                    | 2007年10月1日 - 2008年3月27日 | |
| アナ☆パラ                                                             | 2008年3月31日 - 7月31日       | 15時台と統合。                                                                                                   |
| （この間2度目の中断。この間はドラマ・バラエティ・アニメ等の再放送枠） |                               | |
| news every.・第1部                                                    | 2014年1月6日 -                | 月 - 木曜日は同日より、金曜日は2016年4月より、それぞれ夕方ニュースと統合。                                       |